# Czarodziejskie kalosze Williama
Czarodziejskie kalosze Williama (ang. William's Wish Wellingtons, 1994-1996) – serial animowany produkcji brytyjskiej. Posiada 26 odcinków trwających po 5 minut. W Polsce emitowany był na kanale CBeebies, między 2 grudnia 2007 roku a 19 marca 2010 roku.

## Fabuła
Serial opowiada o chłopcu imieniem William, który posiada parę czarodziejskich kaloszy. Spełniają wszystkie jego życzenia.

## Spis odcinków
| N/o            | Polski tytuł                     | Opis | Angielski tytuł                |
| -------------- | -------------------------------- | --- | ------------------------------ |
| SERIA PIERWSZA |                                  | |                                |
| 1              | William i pies                   | W pierwszym odcinku William pragnie mieć własne zwierzątko. Dostaje psa o imieniu Szczekacz.                                                                                       | William and Barksure           |
| 2              | William malutki                  | Mama Williama gubi w ogrodzie obrączkę ślubną. William chce być mniejszy, dzięki czemu, z pomocą biedronki, będzie mógł poszukać zguby.                                            | Shrinking William              |
| 3              | William i kasztany               | William użyje swoich czarodziejskich kaloszy, by wygrać szkolny konkurs. Wszyscy wiedząc jednak, że William oszukiwał. Bohater przeprasza i dzieli się wygraną.                    | William the Conkeror           |
| 4              | Pirat William                    | William zostaje piratem i wybiera się z Kapitanem Burzą na poszukiwanie skarbów na opuszczonej wyspie.                                                                             | Pirate William                 |
| 5              | Wielkie porządki Williama        | William postanawia użyć czarodziejskich kaloszy, by zabawki posprzątały za niego pokój. Okazuje się jednak, że zamiast porządku, w pokoju Williama panuje teraz kompletny bałagan! | William's Big Tidy Up          |
| 6              | William rusza na ratunek         | William próbuje znaleźć sposób na uratowanie kotki. Nie zauważa, że kotka spada z drzewa, ale łapie ją używając trampoliny.                                                        | William to the Rescue          |
| 7              | Sir William                      | William słucha bajki o rycerzach i smokach i sam marzy o tym, by zostać rycerzem. Wkrótce będzie musiał uratować księżniczkę...                                                    | Sir William                    |
| 8              | Słodki William                   | William nie jada szpinaku. Kiedy robi się głodny, marzy o tym, by cały świat zrobiony był ze słodyczy. William zaczyna jeść i robi się coraz większy...                            | Sweet Williams                 |
| 9              | William i wieloryb               | William ma złotą rybkę o imieniu Moby. Patrząc na nią nabiera ochoty, by znaleźć się nad morzem. Życzenie się spełnia. William będzie musiał użyć pary swoich kaloszy.             | William and the Whale          |
| 10             | William i ufoludek               | William czyta komiks o kosmitach i chciałby polecieć w kosmos. Jego życzenie spełnia się. W kosmosie spotyka samotnego kosmitę.                                                    | William and the Alien          |
| 11             | William na Dzikim Zachodzie      | William płacze, gdy przegrywa na boisku. Marzy o tym, by stać się prawdziwym kowbojem. Nagle trafia na Dziki Zachód.                                                               | Wild West William              |
| 12             | William i pingwin                | Jest właśnie najgorętszy dzień lata. William marzy, by znaleźć się w chłodnym miejscu. Nagle przenosi się na biegun północny i pomaga pingwinowi poszukującemu swoich rodziców.    | William and the Penguin        |
| 13             | William i prawy but na lewą nogę | Zbliża się Gwiazdka. William chciałby dostać więcej prezentów. Niestety źle zakłada kalosze i wszystko idzie nie tak, jak powinno.                                                 | William and the Wrong Feet     |
| SERIA DRUGA    |                                  | |                                |
| 1              |                                  | William bawi się z przyjaciółmi w Robin Hooda. William wygrywa konkurs, ale niedobry kolega z klasy zabiera mu nagrodę. William marzy, by stać się prawdziwym Robin Hoodem.        | William Hood                   |
| 2              | William i statek piratów         | Okręt podwodny Williama poszukuje zaginionego statku pirackiego. | William and the Pirate's Wreck |
| 3              |                                  | Klaun z cyrku zapomniał co to znaczy się śmiać. William sam zamieni się w klauna i spróbuje pomóc przyjacielowi.                                                                   | Circus William                 |
| 4              | William w Arabii                 | Piaskownica Williama jest za mała, by zmieścił się w niej ze swoim psem. Zamienia ją więc w ogromną pustynię.                                                                      | William of Arabia              |
| 5              |                                  | William i jego czarodziejskie kalosze pomagają Geniemu odzyskać lampę. | William and the Genie          |
| 6              |                                  | William marzy o tym, by jego zwierzątkiem był dinozaur. Okazuje się jednak, że nie tak łatwo jest o niego dbać.                                                                    | Jurassic William               |
| 7              | William i owca                   | William wyrusza na wyprawę w poszukiwaniu zaginionej owieczki | William and the Sheep          |
| 8              | William w dżungli                | William przenosi się do dżungli, w której spotyka małpy i inne zwierzęta, między innymi tygrysa, który zgubił cętki...                                                             | Jungle William                 |
| 9              |                                  | Trzeba rozwiązać pewną zagadkę. Czas zadzwonić do Sherloka Williama! | Sherlock William               |
| 10             |                                  | William idzie do muzeum i zaczyna marzyć o tym, by znaleźć się w starożytnym Rzymie. Cy wygra wyścig rydwanów?                                                                     | Ancient William                |
| 11             |                                  | William i jego kuzyn - Winston – życzą sobie, by pojawiła się magiczna fasola. Chwilę później ich życzenie się spełnia. Bohaterowie spotkają bardzo głodnego olbrzyma              | Storyteller William            |
| 12             |                                  | William ma dziś bardzo zły dzień. Chce zostać królem i robić wszystko na co ma ochotę.                                                                                             | King William                   |
| 13             |                                  | William przenosi się do tajemniczego, starego domu i w towarzystwie sowy poszukuje duchów.                                                                                         | William and the Friendly Ghost |